# Папагалски паку
Ossubtus xinguense, позната още като папагалски паку или паку орлов клюн, е вид пираня от подсемейство Serrasalminae, единствен представител на род Ossubtus. Видът е уязвим от изчезване. Открит е чак през 2016 година, което го прави сравнително нов вид.

## Разпространение
Видът е разпространен в бързеите и притоците на река Ксингу в Бразилската част на Амазония. Присъствието ѝ е потвърдено в реките Ксингу и Ирири. Счита се че ареала ѝ стига от Сао Феликс до Ксинго до Волта Гранде до Ксингу.
Местообитанието ѝ са бързеи, но предпочита да се крие между камъни, покрити с растения от семейство Podostemaceae. Младите индивиди могат да бъдат наблюдавани на групи от по 20 – 30 индивида да се крият между камъните, за да не ги отнесе течението.

## Описание
Тялото на този вид е овално. Устата изглежда заострена, когато гледана в профил, откъдето идват и имената ѝ. При младите индивиди устата е издължена, но с нарастването тя се свива. Рибата почти няма петна по люспите си, които са оловно – сребристи. Малките пирани са дълги до 4 см, а възрастните стигат до 25 см и максимално тегло от 380 гр. Женските са по-едри и агресивни от мъжките.

## Хранене
Видът е основно растителнояден, като диетата му се състои от водорасли, плодове, ядки и семена. В плен се храни също с кръгли червеи, водни бълхи и скариди, като много активно напада и разкъсва скаридите, независимо дали са живи и не.

## Размножаване
При този вид женските са много по - доминанти от мъжките и ревностно пазят територията си по време на размножителният си сезон. Понякога се скриват в подводни пещери, където малко риби се осмеляват да отидат и яростно нападат всеки натрапник. Отлагането на хайвер не е наблюдавано.

## Паразити
Този вид е паразитиран от няколко вида, най-вредящият от които е Anphiira xinguensis, безгръбначно от семейство Cymothoidae който се среща само при този вид. Паразитът влиза между хрилете на рибата и се храни от там. По вида също паразитират някои видове кръгли червеи. Изложен е доста често на болеста на черните петна.

## Виж още
- Пирани